# Сага об Исландцах
«Сага об Исландцах» (исл. Íslendinga saga) — одна из «саг о недавних событиях», написанная Стурлой Тордарсоном до 1284 года. Имеет рекордное по продолжительности для своего жанра время действия (1183—1264 годы). Является одним из главных источников, рассказывающих об эпохе Стурлунгов.

## Сюжет
Действие саги начинается в 1183 году со смерти Стурлы из Лощины, деда автора и предка всех Стурлунгов. Далее автор описывает все важнейшие события, происшедшие на острове, по летописному принципу, освоенному им при работе над «Сагой о Хаконе Старом», сочетая его с географическим принципом, характерным для «саг об исландцах». Иногда хронологическая последовательность игнорируется для большей связности повествования.
Сага концентрируется на событиях, меняющих политическую ситуацию в Исландии в течение 80 лет. Это сложная цепь распрей, в которой могущественнейшие семьи острова — Стурлунги, Асбирнинги, люди из Одди и люди из Ястребиной Долины — борются за власть между собой, а отдельные Стурлунги борются ещё и друг с другом. В этой борьбе потерпели поражение и погибли Стурла сын Сигхвата (1238 год) и Снорри сын Стурлы (1241), а победа в 1264 году досталась Гицуру сыну Торвальда из Ястребиной Долины, который подчинил ослабленную Исландию норвежской короне.
«Сага об Исландцах» создавалась после 1275 или 1280 года и была закончена до 1284 года, когда умер Стурла. Таким образом, временная дистанция между последними событиями саги и моментом записи составляет максимум 20 лет. Автор сам был свидетелем и активным участником многих описываемых им событий.

…Сильный контраст… предстаёт читателю «Саги об Исландцах»: от мирной и успешно решавшей локальные конфликты исландской общины (1183 г.) к погрязшей в распрях, разорённой и порабощённой стране (1264 г.)… Стурла был слишком выдающимся историком и слишком проницательным человеком, чтобы объяснять упадок родной страны происками вредителей или просчётами вождей. «Сага об Исландцах» — история общества, неумолимо идущего к краху, и в ней нет положительных героев: таковыми не являются ни отдельные вожди, ни, тем более, их семьи. Вина в равной мере лежит на всех: противниках конунга, давших ему повод для вмешательства в исландские дела, и сторонниках конунга, послушно приводивших его приказы в действие, мирянах, потерявших человеческий облик и позабывших христианские заповеди, и духовенстве, не понимавшем потребностей страны, озлобленных работниках, рвавшихся грабить и убивать, и трусливых бондах, легко поддающихся нажиму, расчётливых интриганах и безответственных авантюристах; все эти типы людей обильно представлены на страницах «Саги об Исландцах». Но особенно тяжка вина элиты страны, тех, кто щедрее других был одарён от природы, но проявил малодушие или тщеславие…
— А. В. Циммерлинг. Стурла Тордарсон и «Сага об Исландцах»// Сага об Исландцах. СПб., 2007. С.18..

## Судьба текста
Автограф Стурлы утерян. Текст «Саги об Исландцах» соханился в составе компиляции «Сага о Стурлунгах», составленной примерно в 1300 году Тордом сыном Нарви и распространявшейся в виде списков с двух рукописей XIV века — «Книги Крюкового фьорда» и «Книги Фьорда дымов». Торд делил включённые им в компиляцию оригинальные тексты на фрагменты, чтобы выстроить логичное и хронологически выверенное повествование. «Сага об Исландцах» тоже оказалась разделённой на четыре части. Кроме того, располагая рассказами разных саг об одних и тех же событиях, Торд некоторые саги сокращал. Видимо, таким образом в «Саге об Исландцах» появился ряд лакун. При этом так называемая «Древнейшая сага о епископе Гудмунде», составленная в XIV веке, использовала как основной источник именно полную версию «Саги об Исландцах».
До середины XX века все исландские саги рассматривались в первую очередь как исторические, а не литературные памятники. Художественные достоинства «Саги об исландцах» некоторыми учёными отрицались. Так, Йоун Йоханнессон считал, что текст саги должен оцениваться не «как полноценная, законченная сага, а как собрание материалов для саги, весьма отрывочное ближе к концу», к которому Стурла, возможно, хотел вернуться, чтобы дать материалам литературную обработку, но не успел. Перенос основного внимания на литературную составляющую саги с сопутствующей высокой оценкой художественного мастерства её автора начинается с монографии Р. Дж. Глендиннинга «Сны и предназначение в „Саге об Исландцах“ Стурлы Тордарсона. Исследование формы и стиля».
Французский исследователь Р. Буайе характеризует сагу как «философский и политический трактат», написанный «с удивительным ощущением динамизма и переменчивости событий человеком, наблюдающим за развитием событий, несколько разочарованным происходящим, но, несмотря на это, достаточно внимательным к ценностям, которые должны спасти страну».

## Издание на русском языке
- Сага об Исландцах. Перевод А. В. Циммерлинга. СПб.: Алетейя, 2007.